# Arctosa kazibana
Arctosa kazibana là một loài nhện trong họ Lycosidae.
Loài này thuộc chi Arctosa. Arctosa kazibana được Carl Friedrich Roewer miêu tả năm 1960.